# آلاله خزنده
آلاله خزنده، آلاله رونده (نام علمی: Ranunculus repens) نام یک گونه از سرده آلاله است.